# Filthy Christians
Filthy Christians (v českém překladu z angličtiny špinaví křesťané) byla švédská kapela založená roku 1985 ve švédském městě Falun. Byla to jedna z prvních švédských grindcoreových kapel, její tvorbu lze ještě zařadit do žánru death metal a thrash metal. Byla to zároveň první švédská kapela u britské vydavatelské firmy Earache Records.
Kapela vydala jediné studiové album s názvem Mean v roce 1990 a několik dalších nahrávek (dema, EP, splitko).
Zanikla v polovině 90. let 20. století.

## Diskografie

### Dema
- Demo #3 (1988)
- Demo 1992 (1992)

### Studiová alba
- Mean (1990)

### EP
- Nailed (1994)

### Split nahrávky
- Filthy Christians / G-Anx (1988) - společně s kapelou G-Anx